# Ilusão da bailarina

Se o observador vê o pé esquerdo no chão, a bailarina está a rodar no sentido dos ponteiros do relógio, se o pé que se vê no chão for o destro ela roda no sentido contrário.

A Silhouette Illusion, conhecida em português como Ilusão da Bailarina, ou Ilusão da Silhueta, e que em inglês também recebeu o título de The Spinning Dancer ou The Spinning Girl, é uma ilusão de óptica dinâmica multiestável que se assemelha a uma bailarina a rodar sobre si mesma. Esta obra, da autoria do designer japonês Nobuyuki Kayahara, implica a acepção perceptiva de uma direcção aparente no movimento de rotação da figura. Num primeiro contacto com esta ilusão, alguns observadores veem-na a rodar no sentido dos ponteiros do relógio e outros no sentido contrário aos ponteiros do relógio.

## Causa da ilusão de óptica

### Análise do efeito
Esta ilusão de óptica é originada pela falta das pistas visuais que são necessárias para se estabelecer a profundidade da figura. Com os dados que estão disponíveis, é tão possível que os braços, quando se dirigem para um dos lados, estejam a rodar pela frente como por detrás. Portanto, a bailarina tanto roda no sentido dos ponteiros do relógio quando o pé que se vê no chão é o esquerdo, como roda no sentido contrário quando o pé que se vê no chão é o direito. Uma vez que não há dados visuais na silhueta que indiquem qual dos lados está a ser apresentado, ela tanto está numa como na outra perna, porque quando a sua imagem se dirige para um dos lados é interpretada como estando voltada para cá ou para lá do observador. Os perfis, esquerdo e direito, são as posições menos ambíguas na aparente rotação da figura. Contudo, mesmo assim, também não é possível determinar qual das pernas está no chão, e se ela se movimenta pela parte anterior ou posterior do círculo quando se dirige para um dos lados.

### A pista que falta e a que é dada
Pode dizer-se, portanto, que a causa que origina este efeito, está na necessidade de ver resolvida a ambiguidade, combinada com uma interpretação a três dimensões de uma imagem que só tem duas. A pista que falta é a que conduz à leitura da profundidade do corpo na representação da figura. Sem ela o observador deveria ver somente uma figura que se move de um lado para o outro. No entanto, embora não esteja presente a pista que leva a decodificar a profundidade do corpo, está presente a pista que leva a descodificar a profundidade do espaço que este ocupa. Espaço que se observa na oscilação deste para cima e para baixo, enquanto percorre o seu movimento de um lado para o outro. Esta curta oscilação vertical sincronizada com o longo movimento horizontal, produz o desenho dum círculo paramétrico com rotação horizontal, criando assim a sensação contínua da profundidade do movimento. E como o ponto de vista do observador sobre a bailarina se localiza na sua cintura, o círculo desenhado tanto pode estar a ser percepcionado por cima como por baixo. Quando o círculo é percepcionado por cima a figura roda no sentido dos ponteiros do relógio, quando o círculo é percepcionado por baixo ela roda no sentido contrário, e vice versa.

## Psicologia da percepção visual

### Afinidade corporal
A isto acresce o facto de estar em causa uma figura humana, o que põe em jogo a nossa autopercepção, e, aproximando-nos da leitura do movimento, a rotação na profundidade torna-se natural e é, por isso, imediatamente suposta. Para além disso a figura tem as costas ligeiramente inclinadas para trás, o que sugere a necessidade da rotação para se equilibrar. Como o objecto que está a ser percepcionado em movimento se assemelha a uma bailarina a rodar, e como a figura se move para cima e para baixo em cada volta completa, o que por si só desenha o que é reconhecido como um círculo traçado em profundidade, o observador, em vez de se abster, uma vez que é conduzido a ler o movimento num plano horizontal de profundade, opta por uma das duas soluções possíveis da configuração a três dimensões. A isto deve-se, também, o facto da nossa percepção estar programada para ler conteúdos visuais a três dimensões e não a duas. O que não temos dado, é a razão última pela qual se interpreta um ou outro sentido da rotação.

### Teste do cérebro direito vs. cérebro esquerdo
Esta ilusão foi irresponsavelmente identificada como método científico para fazer testes de personalidade, supostamente determinando qual dos dois hemisférios cerebrais do observador em questão é predominante no momento da observação, caso a figura rode para um ou para o outro lado. Seguindo este ponto de vista supostamente científico, do qual resta apresentar prova , a Ilusão da Bailarina tornou-se conhecida como o «teste do cérebro direito vs. cérebro esquerdo», e foi assim que se divulgou pela internet, dos finais de 2007 aos inícios de 2008. De acordo com os proponentes desta ilusão como teste de personalidade, se no momento em que inicia a sua observação, o sujeito da análise vê a imagem a rodar no sentido contrário aos ponteiros do relógio, isso significa que o hemisfério esquerdo predomina, se ele vê a imagem a rodar no sentido dos ponteiros do relógio, predomina o hemisfério direito. Todavia, Steven Novella, Director da Neurologia Geral na Escola de Medicina da Universidade de Yale, afirma peremptoriamente que o teste é um completo absurdo e não serve para o que foi proposto. Novella diz ainda que embora esta noção de que temos uma predominância de um hemisfério sobe o outro esteja difundida na consciência pública, e os hemisférios funcionem bem sozinhos e tenham aptidões diferentes, é como um todo único que funcionam e não em separado como se imagina. Segundo Thomas Toppino , Presidente do Departamento de Psicologia da Universidade de Villanova em Filadélfia, trata-se de um fenómeno que se dá exclusivamente dentro dos parâmetros do sistema visual, e a criação de Kayahara servirá, antes de mais, como ferramenta para se perceber melhor o funcionamento da visão.

Cubo de Necker e dois cubos de suporte à visualização do efeito multiestável.

### Percepção multiestável
O fenómeno da percepção multiestável caracteriza-se pela sequência imprevisível de mudanças subjectivas espontâneas, quando estão em falta dados fundamentais para eliminar possíveis ambiguidades na apresentação. Tal como acontece com outro caso que deriva do mesmo problema, o cubo de Necker, a Ilusão da Bailarina está sujeita a reversões perceptivas que derivam em parte do estado autossugestivo do observador. São casos de espontaneidade estocástica que não se permitem eliminar por esforços intencionais, embora seja possível desenvolver um certo controlo do processo através da imaginação seguida de algum distanciamento.

### Auto-sugestão
A auto-sugestão desempenha um papel fundamental na interpretação deste tipo de fenómeno. Para resolver a ambiguidade criada pela falta de dados, o observador adopta inconscientemente um sentido para a rotação, e só depois de uma observação continuada é que este sentido pode, eventualmente, mudar de direcção. Dependendo da percepção do observador, a direcção aparente de rotação da bailarina pode mudar uma série de vezes, embora alguns observadores tenham muita dificuldade em ver alguma mudança na direcção. Todavia, há uma aprendizagem que pode fazer-se.

#### Métodos para induzir a percepção desejada
Uma das formas a que se pode recorrer para forçar a mudança de direcção da rotação, ou tentar controlar a sua direcção, é usar a imaginação. O observador pode fazer um esforço de imaginação na sua mente para visualizar a bailarina a rodar no sentido contrário ao que via antes de fechar os olhos, e ao ter conseguido fazer a visualização voltar a abri-los devagar. Não basta pensar que se vai ver a figura a rodar ao contrário, é preciso estar-se a vê-la na imaginação. Para isto pode ser eficaz imaginar o círculo de rotação desenhado pelo pé estendido, como estando a ser observado abaixo ou acima do campo de visão. Se se conseguir imaginar o círculo a rodar lá em baixo a bailarina rodará no sentido dos ponteiros do relógio, se se conseguir imaginar o círculo a rodar lá em cima ela rodará no sentido contrário. Outra forma de o fazer é focar a atenção numa zona periférica da imagem, exterior ou interior à figura, mantendo o movimento da rotação no campo visual periférico, e lentamente voltar a olhar para a bailarina. Também pode ser de utilidade experimentar inclinar a cabeça enquanto se olha para a figura, ou mover-se em várias direcções. Estes métodos podem levar o córtex visual a reconstruir a imagem com uma rotação de sentido oposto ao anterior. Numa tentativa derradeira de conseguir provocar a mudança de direcção, o observador pode ainda fazer um movimento de rotação com a sua mão, no sentido contrário ao do plano de rotação que observa para tentar conduzir a sua percepção a alterar o sentido que apreende.

## Solução visual
A solução para se conseguir ver a bailarina a rodar para ambos os sentidos possíveis da sua rotação sem dificuldade, está na inclusão dos dados visuais que a imagem tem em falta, para que se possa determinar, sem qualquer sombra de dúvida, a profundidade na representação do seu corpo, e assim eliminar a ambiguidade que produz o efeito da ilusão de óptica.